# ۸۰۰ (میلادی)
۸۰۰ (میلادی) یک سال کبیسه در گاه‌شماری میلادی است.

## رویدادها
- ۲۵ دسامبر - شارلمانی، پادشاه فرانک‌ها در جریان مراسم عشای ربانی در رم، به دست پاپ لئوی سوم به عنوان «امپراتور رومی‌ها» تاجگذاری کرد.

## درگذشتگان
‎